# زاوية سيدي مسعود
زاوية سيدي مسعود هي إحدى الزوايا في الجزائر التابعة لمنهاج الطريقة الرحمانية، والتي تقع في سوق أهراس رممت أبان الاحتلال الفرنسي للجزائر.